# Wilhelm Blunk
Wilhelm Blunk (12 dicembre 1902 – 25 ottobre 1975) è stato un calciatore tedesco, di ruolo portiere.